# Török Ince
Török Ince, OFM (Nemescsó, 1753. – Pozsony, 1817. március 14.) ferences szerzetes, hitszónok.

## Életútja
Tanulmányait 1773-ban Keszthelyen végezte, s itt lépett be a mariánus rendtartományba, majd 1777-ben Nagyszombatban misés pappá szenteltetett fel. 1778-ban Várkonyba ment segédlelkésznek; egy ideig bölcseleti lektor is volt, azután hitszónoki teendőket végzett.

## Munkái
- Vasárnapokra készíttetett egyházi beszédek, melyeket németből ford. Pest, 1806 (két kötet)
- Ünnepi és bőjti egyházi beszédek. Németből ford. Pest és Pozsony 1806, 1813 (két kötet)